# The Voice Kids/Staffel 3
Die dritte Staffel der deutschen Gesangs-Castingshow The Voice Kids wurde vom 27. Februar 2015 bis zum 24. April 2015 im Fernsehen erstausgestrahlt. Moderiert wurde die dritte Staffel von Thore Schölermann und Chantal Janzen. Die Jury bestand aus der ESC-Siegerin Lena Meyer-Landrut, dem Revolverheld Johannes Strate und dem Singer-Songwriter Mark Forster. Der Gewinner der dritten Staffel war Noah-Levi Korth.

## Erste Phase: Die Blind Auditions
| Folge  | Die Coaches und ihre Kandidaten                                               | Die Coaches und ihre Kandidaten                                                            | Die Coaches und ihre Kandidaten                                                                            |
| Folge  | Lena Meyer-Landrut                                                            | Johannes Strate                                                                            | Mark Forster                                                                                               |
| ------ | ----------------------------------------------------------------------------- | ------------------------------------------------------------------------------------------ | --- |
| 01     | Luca (12 Jahre) Dave (12 Jahre) Noah-Levi (13 Jahre) Linnea (8 Jahre)         | Julie (14 Jahre) Liv (11 Jahre)                                                            | Zoë (11 Jahre) Samira (14 Jahre) Malte (11 Jahre) Joana (13 Jahre)                                         |
| 02     | Tilman (14 Jahre) Paulina (13 Jahre) Renée Marie (13 Jahre) Luna (13 Jahre)   | Solomia (13 Jahre) Cosma (11 Jahre) Tamino (14 Jahre) Nestor (8 Jahre)                     | Lukas S. (12 Jahre) Alberina (13 Jahre) Lorena (11 Jahre) Julie (12 Jahre)                                 |
| 03     | Loredana (12 Jahre) Samuel (13 Jahre) Michele (11 Jahre) Molly Sue (14 Jahre) | Julian (14 Jahre) Elinor (14 Jahre) Duy (14 Jahre) Amber Vita (12 Jahre) Jorena (10 Jahre) | Alina (11 Jahre) Leonie Frances (11 Jahre)                                                                 |
| 04     | Eleni (10 Jahre) Rika (12 Jahre) Joli (14 Jahre)                              | Alperen (14 Jahre) Anna (12 Jahre) Sophie (14 Jahre) Angelina (12 Jahre)                   | Christin (14 Jahre) Benita (14 Jahre) Antonia (14 Jahre) Keanu (13 Jahre) Simon (14 Jahre) Emil (10 Jahre) |
| Gesamt | 15                                                                            | 15                                                                                         | 15 |

## Zweite Phase: Die Battle Round
Jeweils drei Kandidaten eines Teams traten gegeneinander an, nur je einer von ihnen kam ins Halbfinale.
| Folge | Battle | Kandidaten | Kandidaten | Kandidaten | Kandidaten | Kandidaten | Kandidaten | Song                                          | Coach    |
| ----- | ------ | ---------- | ---------- | ---------- | ---------- | ---------- | ---------- | --------------------------------------------- | -------- |
| 05    | 1      | Leonie     | Leonie     | Lorena     | Lorena     | Zoë        | Zoë        | Shake It Off von Taylor Swift                 | Mark     |
| 05    | 2      | Amber      | Amber      | Julie      | Julie      | Tamino     | Tamino     | To Be with You von Mr. Big                    | Johannes |
| 05    | 3      | Loredana   | Loredana   | Luca       | Luca       | Samuel     | Samuel     | Stadt von Cassandra Steen und Adel Tawil      | Lena     |
| 05    | 4      | Duy        | Duy        | Solomia    | Solomia    | Sophie     | Sophie     | Bring Me to Life von Evanescence              | Johannes |
| 05    | 5      | Emil       | Emil       | Malte      | Malte      | Simon      | Simon      | Geronimo von Shepard                          | Mark     |
| 05    | 6      | Luna       | Luna       | Michele    | Michele    | Noah-Levi  | Noah-Levi  | Crazy in Love von Beyoncé                     | Lena     |
| 05    | 7      | Angelina   | Angelina   | Jorena     | Jorena     | Nestor     | Nestor     | Ein Kompliment von Sportfreunde Stiller       | Johannes |
| 06    | 8      | Alberina   | Alberina   | Antonia    | Antonia    | Keanu      | Keanu      | Billionaire von Travie McCoy feat. Bruno Mars | Mark     |
| 06    | 9      | Renée      | Renée      | Molly Sue  | Molly Sue  | Joli       | Joli       | We Found Love von Rihanna                     | Lena     |
| 06    | 10     | Alperen    | Alperen    | Julian     | Julian     | Anna       | Anna       | I Will Wait von Mumford & Sons                | Johannes |
| 06    | 11     | Alina      | Alina      | Lukas      | Lukas      | Joana      | Joana      | Apologize One Republic feat. Timbaland        | Mark     |
| 06    | 12     | Linnea     | Linnea     | Eleni      | Eleni      | Dave       | Dave       | Fireflies von Owl City                        | Lena     |
| 06    | 13     | Christin   | Christin   | Samira     | Samira     | Benita     | Benita     | Walk von Kwabs                                | Mark     |
| 06    | 14     | Paulina    | Paulina    | Rika       | Rika       | Tilman     | Tilman     | Maneater von Hall & Oates                     | Lena     |
| 06    | 15     | Cosma      | Cosma      | Liv        | Liv        | Elinor     | Elinor     | Angel von Sarah McLachlan                     | Johannes |

## Dritte Phase: Halbfinale
Die verbliebenen fünf Kandidaten eines Teams, die die Battles gewonnen hatten, traten im Halbfinale gegeneinander an, je zwei von ihnen kamen ins Finale. Dabei sangen sie teamweise sowohl einen Solotitel als auch gemeinsam mit einem prominenten Gastkünstler. Das Team Johannes trat mit den Söhnen Mannheims feat. Xavier Naidoo auf, das Team Lena mit Nena und das Team Mark mit Charley Ann Schmutzler.
| Episode | Coach    | Kandidat 1 | Kandidat 2 | Kandidat 3 | Kandidat 4 | Kandidat 5 | Gastact                             | Song                                |
| ------- | -------- | ---------- | ---------- | ---------- | ---------- | ---------- | ----------------------------------- | ----------------------------------- |
| 07      | Lena     | Linnea     | Molly Sue  | Noah-Levi  | Samuel     | Tilman     | Nena                                | Berufsjugendlich                    |
| 07      | Mark     | Antonia    | Emil       | Lukas      | Samira     | Zoë        | Charley Ann Schmutzler              | Wake me Up                          |
| 07      | Johannes | Anna       | Cosma      | Nestor     | Sophie     | Tamino     | Söhne Mannheims feat. Xavier Naidoo | Das hat die Welt noch nicht gesehen |

| Episode | Coach    | Kandidat 1                         | Kandidat 2                    | Kandidat 3                | Kandidat 4                | Kandidat 5                        |
| ------- | -------- | ---------------------------------- | ----------------------------- | ------------------------- | ------------------------- | --------------------------------- |
| 07      | Lena     | Noah-Levi The Way You Make Me Feel | Linnea Tomorrow (Annies Song) | Samuel Einmal um die Welt | Molly Sue One Last Time   | Tilman Uptown Funk                |
| 07      | Mark     | Antonia Signed, Sealed, Delivered  | Emil Real Love                | Samira Elastic Heart      | Lukas You Don’t Know      | Zoë Feeling Good                  |
| 07      | Johannes | Anna True Colors                   | Tamino Sunday Morning         | Cosma Deine Stärken       | Sophie Livin’ on a Prayer | Nestor Vielen Dank für die Blumen |

## Vierte Phase: Finale
Das Finale fand am 24. April 2015 statt. Wie im Vorjahr wurde die Show ab 19:30 Uhr aufgezeichnet und zeitversetzt ausgestrahlt, weil der Jugendschutz Bühnenauftritte der minderjährigen Teilnehmer zu später Stunde nicht gestattet. Die Siegerverkündung wurde live übertragen. Die verbleibenden sechs Finalisten und Finalistinnen hatten je einen Soloauftritt und je einen Auftritt mit ihrem Teampartner und Coach. Danach musste sich jeder Coach für eines seiner Talente entscheiden, das er mit in die letzte Phase nahm. Zunächst trugen die Finalteilnehmer mit der norwegischen Band Madcon den Titel Don’t Worry vor. Anschließend traten die Finalteilnehmer jedes Teams gemeinsam mit ihrem Coach auf. Bei Team Mark lautete der Song FourFiveSeconds von Rihanna, Kanye West und Paul McCartney. Bei Team Lena war es As Long As You Love Me von Justin Bieber und bei Johannes war es Still von Jupiter Jones. Alle Kandidaten hatten zusätzlich noch einen Solo-Auftritt. Danach mussten sich die Coaches entscheiden, mit welchem ihrer beiden Kandidaten sie in die sogenannte „Voting-Runde“ gehen.
| Episode | Startnr. | Coach    | Name      | Songs                              |
| ------- | -------- | -------- | --------- | ---------------------------------- |
| 08      | 1        | Mark     | Zoë       | The Book of Love von Peter Gabriel |
| 08      | 2        | Mark     | Antonia   | Problem von Ariana Grande          |
| 08      | 3        | Johannes | Nestor    | Millionär von Die Prinzen          |
| 08      | 4        | Johannes | Cosma     | Symphonie von Silbermond           |
| 08      | 5        | Lena     | Samuel    | Poesiealbum von Samy Deluxe        |
| 08      | 6        | Lena     | Noah-Levi | Hold Back The River von James Bay  |

## Fünfte Phase: Voting-Runde
Diese drei, Zoë, Cosma und Noah-Levi sangen dann jeweils noch einen weiteren Song. Währenddessen stimmten die Zuschauer live per Telefon ab. Gewinner der Show wurde Noah-Levi.
| Episode | Platz | Coach    | Name      | Songs                               |
| ------- | ----- | -------- | --------- | ----------------------------------- |
| 08      | 1     | Lena     | Noah-Levi | I See Fire von Ed Sheeran           |
| 08      | 2     | Mark     | Zoë       | Light On von Rebecca Ferguson       |
| 08      | 2     | Johannes | Cosma     | Das Gold von Morgen von Alexa Feser |

## Einschaltquoten
| Nr. (Staffel) | Nr. (gesamt) | Sendung         | Datum                | Zuschauer | Zuschauer       | Marktanteil | Marktanteil     |
| Nr. (Staffel) | Nr. (gesamt) | Sendung         | Datum                | Gesamt    | 14 bis 49 Jahre | Gesamt      | 14 bis 49 Jahre |
| ------------- | ------------ | --------------- | -------------------- | --------- | --------------- | ----------- | --------------- |
| 01            | 15           | Blind Auditions | Fr, 27. Februar 2015 | 3,04 Mio. | 1,71 Mio.       | 9,8 %       | 15,8 %          |
| 02            | 16           | Blind Auditions | Fr, 6. März 2015     | 3,43 Mio. | 1,82 Mio.       | 11,3 %      | 17,3 %          |
| 03            | 17           | Blind Auditions | Fr, 13. März 2015    | 2,75 Mio. | 1,46 Mio.       | 9,0 %       | 13,5 %          |
| 04            | 18           | Blind Auditions | Fr, 20. März 2015    | 2,53 Mio. | 1,29 Mio.       | 8,4 %       | 12,2 %          |
| 05            | 19           | Battles         | Fr, 27. März 2015    | 2,35 Mio. | 1,27 Mio.       | 7,7 %       | 11,7 %          |
| 06            | 20           | Battles         | Fr, 10. April 2015   | 2,12 Mio. | 1,16 Mio.       | 7,5 %       | 12,4 %          |
| 07            | 21           | Halbfinale      | Fr, 17. April 2015   | 2,48 Mio. | 1,31 Mio.       | 8,3 %       | 12,5 %          |
| 08            | 22           | Finale          | Fr, 24. April 2015   | 2,38 Mio. | 1,20 Mio.       | 8,6 %       | 13,0 %          |